# Equipo Ejemplar del Año de la LPB de Venezuela
El premio Equipo Ejemplar del Año es un galardón otorgado cada año al equipo más ejemplar en la Liga Profesional de Baloncesto de Venezuela (LPB). Desde 2012, este reconocimiento se decide por parte de la Comisión Técnica de la LPB, tras un estudio del órgano rector sobre la conducta y el desempeño.
Para esta designación, según el Reglamento General de la LPB, el candidato, debe haber mostrado una conducta intachable durante la temporada. El primero en recibirlo fue Gigantes de Guayana.
Para la 2015-2016 de acuerdo al Reglamento General del circuito profesional, la escogencia se decide a través de los votos de la Comisión Técnica, integrada por José Rafael Gómez, Julio Mogollón y Manuel Fuentes.

## Lista de ganadores al premio
| Temporada | Equipo                    |
| --------- | ------------------------- |
| 2012      | Gigantes de Guayana       |
| 2013      | Bucaneros de La Guaira    |
| 2014      | Cocodrilos de Caracas     |
| 2015      | Trotamundos de Carabobo   |
| 2015-16   | Guaros de Lara            |
| 2017      | Desierto                  |
| 2018      | Trotamundos de Carabobo   |
| 2019      | Desierto                  |
| 2020      | Desierto                  |
| 2021-I    | Desierto                  |
| 2021-II   | Desierto                  |
| 2022      | Spartans Distrito Capital |
| 2023      | Guaros de Lara            |
| 2024      | Trotamundos de Carabobo   |
| 2025      | Gaiteros del Zulia        |